# Handley Page H.P.42
El Handley Page H.P.42 i el H.P.45 van ser uns biplans quatri-motors britànics dissenyats per Handley Page a Radlett, Hertfordshire el 1928 per tal d'acomplir unes especificacions de la línia aèria Imperial Airways . Es van construir un total de vuit unitats de H.P.42/45, quatre de cada tipus. Els tres avions supervivents van ser posats al servei de la Royal Air Force quan va esclatar la Segona Guerra Mundial. Cap el 1940, tots els avions havien estat destruïts.

## Disseny i desenvolupament
L'H.P.42 va ser dissenyat per les rutes de llarg abast Orientals i l'H.P.45 per les rutes europees. L' H.P.42 era un gran sesquiplà, completament metal·lic amb l'excepció de les cobertures de tela de les ales, la superfície de la cua i el buc posterior. La cua de l'avió era també biplana amb tres empenatges verticals. El H.P.42 portava quatre Bristol Jupiter XIF de 490 h.p. cadascun mentre que el H.P.45 utilitzava quatre motors Jupiter XFBM de 555 h.p. Tots dos portaven dos motors a l'ala superior i un a cada costat del buc de l'ala més baixa.

## Història operacional

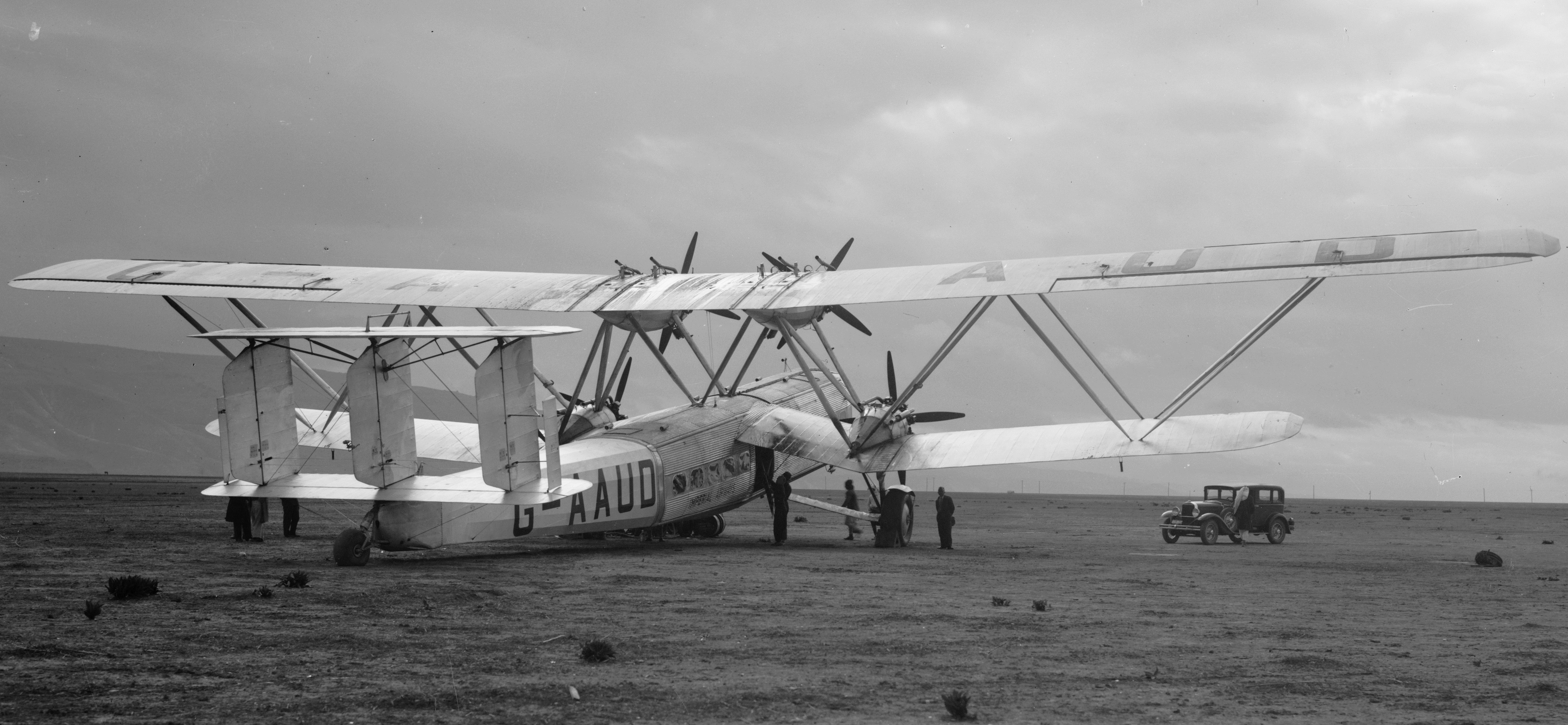
Hanno a punt d'enlairar-se

El primer vol va ser el 14 de novembre de 1930, amb el G-AAGX més endavant anomenat Hannibal i pilotat pel cap d'esquadró Thomas Harold England. El certificat d'aeronavegabilitat va ser concedit el maig de 1931, permetent el servei comercial i el primer vol amb passatgers va ser a París l'11 de juny d'aquell mateix any. Imperial Airways volia un avió de línia que pogués aterrar i envolar-se de manera segura a baixes velocitats sobre herba o aeròdroms sense pavimentar, que eren la majoria de les pistes de l'època, el que implicava una gran superfície alar.

## Especificacions (H.P.42E)
Característiques generals
- Tripulació: 4
- Capacitat: 24
- Longitud: 28,09 m
- Envergadura: 39,62 m
- Alçada: 8,23 m
- Superfície de l'ala 278 m²
- Perfil: RAF 28
- Pes buit: 8.047 kg
- Pes màxim d'enlairament: 12.700 kg
- Motors: 4×  motors radials Bristol Jupiter XIF 9-cilindres , 490 c.v.   cada un

 Rendiment 
- Velocitat màxima: 193 km/h
- Velocitat de creuer: 161 km/h
- Abast: 805 km
- Ràtio d'ascens: 4 m/s